# Santa Eulàlia de Gironella
L'església de Santa Eulàlia de Gironella és l'església parroquial de la vila de Gironella, inclosa en l'Inventari del Patrimoni Arquitectònic de Catalunya.

## Descripció
És un edifici de planta de creu llatina, estructurada en tres naus, la central més alta, amb una capçalera formada per tres absis semicirculars i un transsepte marcat. Les naus són cobertes amb voltes de canó reforçades per arcs torals. També trobem tot de capelles laterals. Sobre el creuer s'alça la torre coberta amb una cúpula esfèrica i als peus de l'església, el campanar, també una torre. El parament és de pedres irregulars unides amb morter. Destaca el seu exterior, de gustos historicistes, amb arcs cecs, bandes motllurades o la porta d'entrada, un arc de mig punt amb arquivoltes suportades per petites columnes exemptes.

## Història

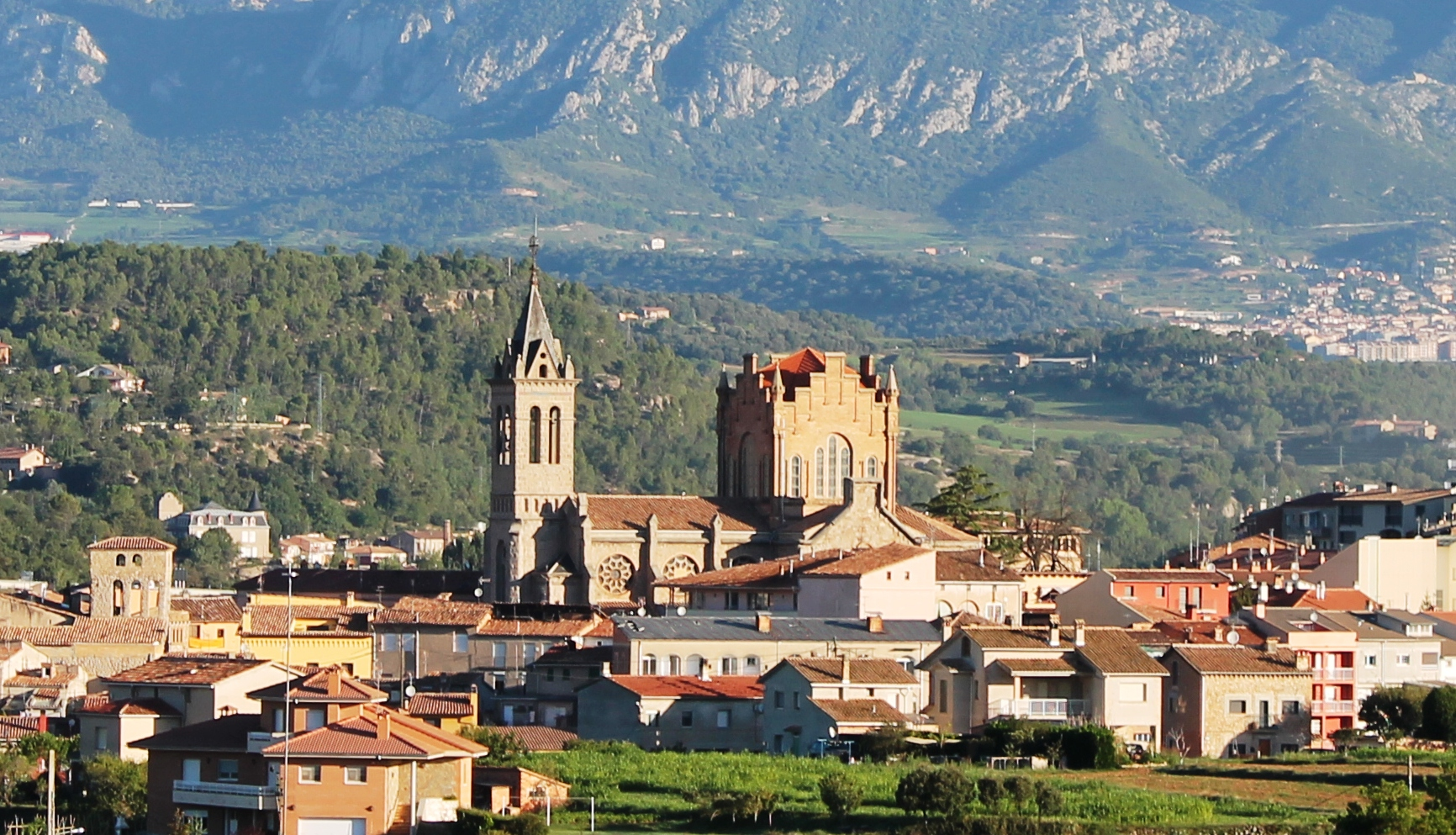
Església de Gironella vista des de Cal Ramons

L'església fou iniciada l'any 1903 a partir d'un projecte d'Alexandre Soler i March i acabada totalment l'any 1958. Aquesta parròquia neix a causa del creixement demogràfic experimentat a finals del segle xix, sobretot a les colònies. L'antiga església de Santa Eulàlia del segle xiv tenia una sola nau i ja havia quedat petita. El 1907 és venuda i passa a allotjar dependències fabrils i culturals. La primera fase fou inaugurada el 1905 però no és fins al 1958 que s'acaba i s'inaugura de forma oficial; les últimes intervencions foren les del campanar. Al seu interior s'hi guarda un Sant Crist procedent de l'antiga parròquia.